# Mont Wood (Canadà)
El Mont Wood (en anglès Mount Wood) és una muntanya que es troba a les Muntanyes Saint Elias, a l'estat de Yukon, al Canadà. Amb els seus 4.842 msnm és la sisena muntanya més alta del país i la catorzena d'Amèrica del Nord. La muntanya es troba dins el Parc Nacional i Reserva Kluane.
La seva primera ascensió fou el 1941 per Walter Wood, Anderson Blakewell i Albert Jackman. El 2019 Lonnie Dupre i Pascale Marceau van fer-ne la primera ascensió hivernal.